# Complejo de Cheyenne Mountain
El Complejo de Cheyenne Mountain (del inglés: Cheyenne Mountain Complex) es una instalación y búnker defensivo de la Fuerza Espacial de Estados Unidos ubicado en el Condado de El Paso (Colorado), junto a la ciudad de Colorado Springs,en la Estación de Cheyenne Mountain de la Fuerza Espacial,donde se encuentran asignadas diversas unidades de inquilinos. En Colorado Springs también está la Base Peterson de la Fuerza Espacial, donde se hallan las oficinas centrales del Comando de Defensa Aeroespacial de América del Norte (NORAD) y del Comando Norte de Estados Unidos.
Anteriormente, el Complejo de Cheyenne Mountain, era el centro del Comando Espacial de Estados Unidos y del NORAD, donde se supervisaba el espacio aéreo de Canadá y Estados Unidos en busca de misiles, sistemas espaciales y aeronaves extranjeras a través de su sistema mundial de alerta temprana.Desde 2008, el NORAD y el Comando Espacial de Estados Unidos se han trasladado a la Base Peterson de la Fuerza Espacial y el Complejo de Cheyenne Mountain se utiliza actualmente para el entrenamiento de las tripulaciones y como un centro de comando de respaldo si es necesario.
El complejo militar ha contado en el pasado con numerosas unidades del NORAD, del Comando Espacial, del Comando de Defensa Aeroespacial (ADCOM), del Comando de Sistemas de la Fuerza Aérea, del Servicio Meteorológico Aéreo y de la Agencia Federal de Gestión de Emergencias (FEMA). El centro de comunicaciones del complejo también es utilizado por el cercano Centro de Advertencia de Defensa Civil de Estados Unidos.

## Instalaciones

### Cámaras principales
El complejo se construyó bajo 610 metros de granito en 2 hectáreas.Quince edificios de tres pisos están protegidos del movimiento (por ejemplo, terremotos o explosiones) por un sistema de resortes gigantes sobre los que se asientan los edificios y conectores de tuberías flexibles para limitar el efecto operativo del movimiento.Un total de más de 1.000 resortes están diseñados para evitar que cualquiera de los 15 edificios se desplace más de una pulgada.El complejo es la única instalación subterránea del Departamento de Defensa certificada para soportar un pulso electromagnético (PEM) de gran altitud.Hay una gran cantidad de catres para la mayoría del personal, incluyendo suites para oficiales de alto rango dentro del búnker. Las instalaciones cuentan con un centro médico, tienda, cafetería y gimnasios dentro y fuera de la montaña.

### Puertas blindadas
El búnker está construido para desviar una explosión nuclear de 30 megatones a una distancia de hasta 1,9 km.Dentro del túnel de la montaña hay un conjunto de puertas blindadas de 25 toneladas y otra para el departamento de ingeniería civil. Las puertas se construyeron para que siempre puedan abrirse cuando sea necesario. Si una explosión nuclear impactara contra el edificio está diseñado para resistir una onda expansiva. Existe una red de válvulas de protección con filtros especiales para capturar contaminantes químicos, biológicos, radiológicos y nucleares en suspensión.

### Exterior
Fuera del complejo militar se encuentran los aparcamientos, una estación de bomberose instalaciones recreativas. Entre las áreas recreativas que podemos encontrar en el exterior del complejo está el Mountain Man Park, zonas de picnic, un campo de ráquetbol y de sóftbol, una cancha de voleibol de arena, una cancha de baloncesto, un putting green y una zona para jugar al herrón o a la herradura.

### Zona de apoyo
El complejo cuenta con su propia central eléctrica, sistema de calefacción y refrigeración, y suministro de agua.El 21.º Grupo de Apoyo a la Misióngarantiza una fiabilidad del 99,999 % en sus sistemas de electricidad, agua, aire acondicionado, energía y otros sistemas de apoyo.Las amenazas, en orden descendente de probabilidad, que el complejo podría enfrentar son: «emergencias médicas, desastres naturales, disturbios civiles, un ataque convencional, un ataque de pulso electromagnético, un ataque cibernético o informático, un ataque químico, biológico o radiológico, un ataque nuclear improvisado, un ataque nuclear limitado y un ataque nuclear general». Los eventos menos probables son los más peligrosos.
Los manantiales de montaña producen más agua de la que necesita la base, y un depósito de 5.700.000 litros garantiza que, incluso en caso de incendio, haya suficiente agua para satisfacer las necesidades de la instalación. Un depósito de 17.000.000 litros de agua se utiliza como disipador de calor.Hay un gran depósito de combustible diésel y un enorme banco de baterías con generadores de energía redundantes.

## Historia

### Construcción e instalación de sistemas
El Comando de Defensa Aeroespacial de América del Norte (NORAD) empezó sus actividades en la Base de Ent de la Fuerza Aérea el 12 de septiembre de 1957. El NORAD es una organización binacional de unidades de comando de defensa aérea de Canadá (1ª División Aérea Canadiense) y de Estados Unidos, de conformidad con los Acuerdos del NORAD realizados por primera vez el 12 de mayo de 1958.: 5, 16 A finales de 1950 se desarrolló un plan para construir un centro de comando y control en una instalación reforzada como una estrategia defensiva de la Guerra Fría contra los bombarderos Soviéticos de largo alcance, los misiles balísticos y un ataque nuclear.
En 1957 el Comando Aéreo Estratégico comenzó la construcción en Nueva Inglaterra, dentro de Bare Mountain, de un búnker reforzado que albergaría el puesto de mando de la Octava Fuerza Aérea, ubicado en la cercana Base de Westover de la Fuerza Aérea, en Chicopee (Massachusetts). Esta instalación subterránea fue apodada "The Notch" (o formalmente como "Instalación de Sistemas de Control y Comando Post-Ataque de la 8ª Fuerza Aérea, Hadley") y fue reforzada para protegerla de los efectos de una explosión nuclear cercana y diseñada para que el personal militar superior pudiera facilitar futuras operaciones militares.Cuatro años después se inició la construcción en Cheyenne Mountain para crear una protección similar para el puesto de mando del NORAD. Cheyenne Mountain fue excavada por la Utah Construction & Mining Company, bajo la supervisión del Cuerpo de Ingenieros del Ejército, para la construcción del Centro de Operaciones de Combate del NORAD, que comenzó el 18 de mayo de 1961.: 18 